# 魔角侦探
《魔角偵探》是禹田文化與優揚傳媒聯合出品的一部電視動畫片，讲述了在一個叫"金槍魚鎮"的小鎮上住著的問題少年齊樂天與夥伴們一起和邪教组织“光明之眼”斗争，最終拯救世界，同时自己也得到成長的故事。該動畫改編自四川电视台少儿频道主持人陳岳的小說《齐乐天和老舅侦探》。

## 剧情
第一季
在一次珠寶盜竊案之後，邪教組織"光明之眼"，開始實施自己復興遠古國家"光明古國"的計劃。主角等人在破解一件件離奇的案件的同時，也逐渐了解到這一組織的陰謀。為了能夠阻止該組織的行動，主角等人開始進行調查，並最終及時制止了這一組織意圖將世界淹沒以開啟"光明古國"大門的行動，同時也殺死了“光明之眼”的頭目“眼大人”。
第二季
為了讓眼大人復活，眼大人的手下桃乐丝與一个身份神秘的人：蓝十字合作，開展了"大三角計劃"，意圖打開通往光明古國的大門。但是，蓝十字卻另有目的，打開了毀滅的大門。與此同時，主角一行人也追蹤到了光明之眼的行動，並採取了反制措施，在最後大門打開的時候，他們與光明之眼聯手挫敗了神秘人的陰謀。最後，眼大人做回了詩人，放棄了光明古國的復興。

## 角色
齊樂天（配音：陳浩）
這部動畫的主角，原著設定為14歲，是有角一族的後裔。很小的時候成為棄兒並被和光明古國的一部分古籍一同放在陳家明家門口，被陳收養。性格乐观，喜歡邏輯推理，活潑好動，但是成績不佳、厭惡學習，敢于與邪惡勢力鬥爭。最引人注目的是他頭上的兩個髮角，在第二季中成為他作為有角一族後裔的標誌。在經歷了與光明之眼的對抗後，变得更加成熟。
霍星（配音：張傑）
公開身份是一名少年偵探，在金槍魚鎮調查光明之眼，實際身份是名為3000A的高智能機器人，齊樂天所認為的“死對頭”，但是其实给予了齐乐天很大帮助。因為以前殺死了一名毒販家的兒子霍星而久久不能釋懷，故改名為霍星，並逃離原本的警察組織，他也因此一直在探寻感情的含义，希望摆脱冰冷机器的身份。在一系列的戰鬥之后，他和齊樂天成為了好朋友，並最终擁有了感情。
眼大人（配音：姜廣濤）
是光明之眼組織的首領，在传教时总是穿着一身特别的衣服。原來是一名落魄的詩人兼超市打工仔，热衷于不切实际的事物并因为自身的经历和个性对周边事物感到厌恶。在一次意外发现之后了解到光明古国的存在并创办了致力于复兴这一古国的“光明之眼”邪教组织，意图将世界改变成为自己想要的样子，实际执行方法是通过收集各种奇珍异宝（动画描写的多数案件的导火索）打开光明古国的大门。是作品的主要反派。
桃乐丝 （配音：张杰）
性格与经历类似眼大人，对自己所认定的美的事物抱有偏执的追求，近乎自恋，属于华而不实的类型。因为拥有着和眼大人类似的追求而矢志不渝地追随眼大人，并同样渴望复兴光明古国，将眼大人称为“我的眼”，是“光明之眼”的狂热拥护者。在动画的第一、二季中是大多数案件的幕后黑手，第二季中为了让眼大人复活而奔走。
菁菁 （配音：毛毛头（雪凌））
天真活泼，为了捕捉云朵而从云端坠落下来的天使，并因此有一些神奇的能力，有一个能装下很多东西的口袋，特别爱喝动画中某虚构品牌的果汁，是齐乐天的“小跟班”。在动画中偶尔能够使出不可思议的力量。
陳家明（配音：吳凌雲）
名義上是齊樂天的老舅，实际上齐乐天是他有一天在自己家门口连带着光明古国经典的残卷捡到并善意收养的。動畫設定中總是戴著帽子，無法摘下，性格有些古怪。是警察的得力助手，有国际著名侦探的称号。在第一季结束时与暗恋的韩警官结婚。
蓝十字
是第二季中出场的人物，因为总是在自己的头上套一个蓝底带有浅色十字的头套而得名，真实身份是海医生，同时也是3000A的缔造者之一。假意帮助桃乐丝，提供了计策来复活眼大人和打开光明古国的大门，实际上是为了实现自己改造世界的愿望，最终成功欺骗“光明之眼”打开了毁灭世界的大门。
肉抖抖 （配音：王博）
十分仰慕桃乐丝以至于将他称为“小桃”而因此加入“光明之眼”，有着不错的身手。在第二季因为看清桃乐丝的本质而转而帮助主角一行人。
Mr.K （配音：姜广涛）
善于伪装，有一口特殊的口音。原本是卖艺的小丑，偶然间得知“光明之眼”的存在，因为对该组织的宣传感到向往而加入该组织。第二季幡然悔悟，积极帮助齐乐天等人，并为了他们而献出生命。
芽月
第二季出场。长相丑陋而被鄙弃，桃乐丝在她小时候被人遗弃的落魄时候收养了她，芽月因而对桃乐丝表达出感恩之情，并以自己的精湛武艺在长大后效力于“光明之眼”，是第二季中桃乐丝的得力干将。
韩佳薇 （配音：季冠霖）
是陈家明的暗恋对象。动画中的警方代表人物之一，给予了齐乐天等人很大帮助。
司马刚 （配音：张磊）
是韩佳薇的同事，也是经常帮助齐乐天等人的警方人物，对破案十分积极，但头脑有时显得缺一根弦。
凤凰鸡
在眼大人受到光明古国典籍点化后受其影响由一只普通的鸡变成了有着神奇力量的鸡。第二季跟随了齐乐天等人，但最终还是被桃乐丝召回。